# Erol Manisalı
Erol Manisalı (* 20. Juli 1940 in Istanbul; † 29. Oktober 2022 in Ankara) war ein türkischer Journalist, Autor und Wirtschaftsprofessor.

## Leben
1976 wurde Manisalı an der Wirtschaftsfakultät der Universität von Istanbul zum Professor. An der Fakultät war er der Vorsitzende des Forschungszentrums für Europa und den Mittleren Osten. 1990 wurde er zum Präsidenten der Kıbrıs Araştırmaları Vakf (dt.: Zypern Forschungsstiftung). Des Weiteren war er Vorstandsmitglied der Balkan ve Avrupa Ülkeleri Araştırma Vakfı (dt.: Balkan und Europäische Länder Forschungsstiftung) und der Türkiye Çevre Vakfı (dt.: Türkische Umwelt Stiftung). Manisalı hat als Autor außer seinen Erinnerungen auch Bücher zu seinen Fachthemen Wirtschaft und Internationale Beziehungen geschrieben. Manisalı schrieb außerdem eine Kolumne für die türkische Tageszeitung Cumhuriyet.

## Ergenekon-Ermittlungen
Der 14. Gerichtshof für schwere Straffälle ließ Manisalı im Rahmen der 12. Verhaftungswelle der Ergenekon-Ermittlungen, am 13. April 2009 festnehmen. Manisalı sagte dem Gericht im Zusammenhang mit der Beweislage, dass man versuchen würde, ihm etwas anzuhängen, um ihn anzuklagen. So sei unter den beschlagnahmten Unterlagen auch eine Kinderzeichnung. Des Weiteren habe man ihn zu einer in seinem Adressbuch eingetragenen Person gefragt, an die er sich nicht mehr erinnern könnte, weil die Eintragung viele Jahre her sei, und weiter würde man so tun, als seien Geschehnisse aus dem Jahr 2008 schon 2004 geschehen. Auch kritisierte er, dass private Unterhaltungen bei verschiedenen vergangenen Essen so dargestellt würden, als ob er auf sehr ernsten Versammlungen Bericht erstattet hätte. Zu seiner Verteidigung sagte Manisalı, er könne die Anklage auch deswegen nicht verstehen, weil er sich ein Leben lang in seinen Büchern und auf seinen Konferenzen für die Demokratie eingesetzt und in vielen seiner Schriften negativ über Putsche geäußert habe. Des Weiteren habe er über seine Einstellung zu diesen Themen in der nahen Vergangenheit mit Bülent Ecevit, Süleyman Demirel, Turgut Özal, Mesut Yılmaz, Tansu Çiller und Abdullah Gül gesprochen. Auch auf seinen weltweiten Konferenzen und Vorträgen, abgehalten auch bei den türkischen Parteien AKP, CHP, MHP und DSP, habe er seine Liebe zur Demokratie kundgetan.
Manisalı wurde, nachdem er an Krebs erkrankte und bei ihm ein erhöhtes Schlaganfallrisiko festgestellt wurde, aus dem Hochsicherheitsgefängnis in Silivri entlassen.
Am 5. August 2013 wurde Manisalı von der 13. Istanbuler Großen Strafkammer im Ergenekon-Prozess zu 9 Jahren und 8 Monaten Freiheitsstrafe verurteilt. Alle Urteile im Ergenekon-Prozess wurden 2016 aufgehoben.

## Preise und Auszeichnungen
- 2005 erhielt Manisalı den Sertel-Preis für Demokratie verliehen.